# 遠藤雄彌
遠藤雄彌（1987年3月20日—）日本男演員。曾隸屬於渡边娱乐旗下D-BOYS的成員，出生於日本神奈川縣厚木市。身高171cm。畢業於厚木市立南毛利中學校。

## 主要作品

### 電視劇
- 奇蹟之人（1998年、日本電視台）-飾 ワタル（第1話）
- 勇気をだして（1998年7月-8月、TBS）-飾 戸田陸
- 田園家庭物語（1999年、東京電視台）-飾 カツミ（第9話）
- 鯨を見た日（1999年12月18日、NHK）-飾 須賀崇
- YASHA-夜叉-（2000年4月-6月、朝日電視台）-飾 有末静・雨宮凛的幼少時代
- はみだし刑事情熱系 PART5（2000年、朝日電視台）-飾 孝志（第1話）
- 未來空港（2001年、TBS）-飾 塩見瑛悟（第2話）
- NHK晨間劇（NHK）
  - 水姑娘（2001年）-飾 上村和也（第1回 - 第152回）
  - 緋紅（2019年）-飾 津山秋安（第45回 - 第82回）
  - 如虎添翼（2024年）-飾 東田甚太（第8回 - 第10回）
- 少年たち3（2002年、NHK）-飾 金子邦彦
- 心理醫生恭介（2002年、日本電視台）-飾 楷恭介的少年時代
- 傳說中的夫人（2003年、日本電視台）-飾 淺倉慎之介的少年時代
- 蝉しぐれ（2003年、NHK）-飾 島崎與之助的少年時代
- ミニモニ。でブレーメンの音楽隊（2004年1月-3月、NHK）-飾 犬塚健志
- 菜鳥老師來報到（2004年10月-12月、富士電視台）-飾 根本ゆうや
- Sunny-Side-UP（2005年7月-9月、KBS京都）-飾 水谷秋哉
- 一公升的眼淚（2005年10月-12月、富士電視台）-飾 武田誠
- Rocket Boys（2006年1月-3月、東京電視台）-飾 梶屋信介（主演）
- ザ・ヒットパレード〜芸能界を変えた男・渡辺晋物語〜（2006年5月26日・27日、富士電視台）-飾 沢田研二
- 交響情人夢（2006年10月-12月、富士電視台）-飾 大河内守
- 現代に甦った闇の死置人 あなたの怨み晴らします（2007年1月16日、日本電視台）-飾 飯島義春（第3話）
- First Kiss（2007年7月、富士電視台）-飾 モデルのヒデキ（第2話）
- NHK大河劇 篤姬（2008年、NHK）-飾 有村次左衛門
- 交響情人夢 新春特別篇（2008年1月4・5日、富士電視台）-飾 大河内守
- 轉瞬為風（2008年2月25日-2月28日、富士電視台）-飾 根岸康行
- 熱血律師（2008年、日本電視台）-飾 戸塚源一（第7話）
- 打擊天使琉璃（2008年7月-9月、朝日電視台）-飾 相馬健一郎
- Voice～來自亡者的聲音（2009年1月-3月、富士電視台）-飾 桐畑哲平
- 白之春（2009年4月-6月、富士電視台）-飾 小島勇樹
- 率直男人（2010年1月-3月、關西電視台） -飾 日下英樹
- 警視廳特殊犯搜査係（2011年、朝日電視台）-飾 白石（第7話）
- 相棒（朝日電視台）
  - SEASON10 元旦特別篇（2012年）-飾 平野亮太
  - Season16 最終回2小時特別篇（2018年） -飾 檜山與一
- 命運之人（2012年、TBS）-飾 金田満（第1話 - 第5話）
- 黑板〜與時代鬥爭的教師們〜（2012年、TBS）-飾 君原勇次
- D×TOWN 第5彈（2012年8月-9月、東京電視台）-飾 侑（主演）
- Sugarless（2012年、日本電視台）-飾 兼光一哉（第9話・第10話）
- 白衣的眼淚 第三部「使命」（2013年、東海電視台・富士電視台）-飾 龜井大輔
- 彼岸島（2013年10月-12月、MBS・TBS）-飾 Ken
  - 彼岸島 Love is over（2016年9月-10月）
- 火災調查官・紅蓮次郎14（2014年、朝日電視台）-飾 紅俊介
  - 火災調查官・紅蓮次郎15（2015年）
- 特搜（2014年、WOWOW）
- 過氣TV（2014年7月-8月、NHK BS Premium）-飾 塚本順
- 警視廳搜查一課9係 season9（2014年、朝日電視台）-飾 近藤悠馬（第4話）
- Kasane（2015年、東京電視台）-飾 多多良見幸一太郎（主演）
- 問題餐廳（2015年、富士電視台）-飾 持田（最終話）
- 泰美斯的求刑（2015年、WOWOW）-飾 牧原智也
- 麻之助裁定帳（2015年、NHK）-飾 菊藏（第7回・第8回）
- 一千兆圓的贖金（2015年、富士電視台）-飾 小田切刑警
- HiGH&LOW 熱血街頭（2015年、日本電視台）-飾 KOO
  - HiGH&LOW Season2（2016年）-飾 KOO（第5話・第6話、最終話）
- 彼岸花～警視廳搜查七課～（2016年、日本電視台）-飾 鳥山（第2話）
- 貓侍玉之丞去江戶（2016年、神奈川電視台） -飾 太一
- Doctor Car（2016年4月-6月、讀賣電視台・日本電視台）-飾 權藤隼人
- 刑警犬養隼人（2016年、ABC電視台・朝日電視台）-飾 嵐馬シュウト
- Bar檸檬心 SEASON2（2016年、BS富士）-飾 谷川三郎（第26話）
- IQ246～華麗事件簿～（2016年、TBS） -飾 八代幸太郎（第7話）
- 人形佐七捕物帳（2017年、BS東視） -飾 和泉屋京造（第9話）
- 科搜研之女 SEASON16（2017年、朝日電視台） -飾 堂本茂樹（第11話）
- 100萬元的女人們（2017年4月-6月、東京電視台）-飾 砂子
- 腦內智慧型手機人類（2017年、讀賣電視台・日本電視台）-飾 柏木悠介（第4話）
- 頂尖神醫2017（2017年、東京電視台）-飾 小山田治
- 山本周五郎時代劇 武士之魂（2017年、BS東視）-飾 杉永幹三郎（最終話）
- 棟居刑警的凶錄（2017年、朝日電視台） -飾 後藤久志
- 小荳荳！（2017年、朝日電視台）-飾 鐘坂史郎（第36話・第37話）
- Smoking（2018年、東京電視台）-飾 正木ユウヤ（第8話）
- 搜查會議在客廳！（2018年7月-9月、NHK BS Premium）-飾 高城敦
  - 搜查會議在客廳再來一碗！（2020年2月-3月）
- 極道飯（2018年、BS東視）-飾 腰崎（第3話・第4話）
- 馬路無理學園（2018年、日本電視台）-飾 山本洋次（第9話・最終話）
- 鐵證懸案2～真相之門～（2018年、WOWOW）-飾 橋下健司（1988年時）（第6話）
- 特搜9 season2（2019年、朝日電視台） -飾 末永良一（第9話）
- Voice 110緊急指令室（2019年7月-9月、日本電視台） -飾 足達大輔
  - VoiceII 110緊急指令室（2021年7月-9月）
- 無名復仇者ZEGEN（2019年8月-10月、關西電視台） -飾 直井宏之
- 秘密×戰士 幻影甜心！（2019年、東京電視台） -飾 渋谷隼（第30話）
- 10的祕密（2020年1月-3月、關西電視台・富士電視台） -飾 二本松謙一
- 危險2人-K2- 池袋署刑事課神崎·黑木（2020年、TBS）-飾 小坂晉也
- 青色校警·嶋田隆平（2021年、關西電視台・富士電視台）-飾 岡部昌浩（第4話 - 第6話、第9話・最終話）
- 封刃師（2022年、ABC電視台・朝日電視台）-飾 五百津翔
- 暗黑郵差（2023年、東京電視台）-飾 坂上直（第2話）
- 明天會是更好的一天（2025年，富士電視台）
- 武士生死鬥（2025年、Netflix）-飾 祇園三助

### 綜藝節目
- ブログタイプ（2005年4月-9月、富士電視台）
- DD-BOYS（2006年4月-9月、朝日電視台）
- 第44回新春かくし芸大会（富士電視台、2007年1月1日）
- 世界ウルルン滞在記（2007年、TBS）
- 踊る!さんま御殿（日本電視台）
- 脳内エステ IQサプリ（富士電視台）
- 一攫千金!日本ルー列島（富士電視台）
- ネプリーグ（富士電視台）
- 爆笑ピンクカーペット年越しSP（富士電視台）
- 第46回新春かくし芸大会（富士電視台、2009年1月1日）

### 舞台劇
- 夢の小箱にリボンをかけて
- 《網球王子舞台劇》（飾 越前龍馬）
  - Dream Live 1st
  - More than Limit 聖魯道夫學院
  - IN WINTER 2004-2005 SIDE 不動峰～special match～
  - IN WINTER 2004-2005 SIDE 山吹 feat. 聖魯道夫學院
  - Dream Live 2nd
- OUT OF ORDER～偉人傳心～（2007年）
- D-BOYS STAGE vol.1 完賣御禮（2007年6月3～10日）（遠藤涼太・井上源三郎）
- D-BOYS STAGE vol.2 Last Game～最後的早慶戰～（東京公演：2008年6月20日（金）～27日（金）／青山劇場・大阪公演：2008年7月5日（土）～6日（日）／シアターBRAVA！）
- D-BOYS STAGE vol.3　鴉～KARASU～

### 電影
- ジュブナイル（2000年）- 飾 坂本祐介
- 青春801あり！（2004年）- 飾 竜太郎
- ハーケンクロイツの翼（2004年）
- L'amant ラマン（2004年）- 飾 チカコの友人の弟
- 学校の階段 文化祭編（2005年）
- ドリフト（2006年）
- 地下鉄に乗って（2006年）
- 鐵馬頑童（2008年）-飾 野々村輝（主演）
- 俺たちに明日はないッス（2008年）- 飾 峯
- HOT ROAD（2014年） - 飾 No.2永山

### 網路連續劇
- Hice Cool～沖縄BOYS！2005～（2005年4月～2005年7月、NETCINEMA.TV）

### MV
- RAG FAIR「君のために僕が盾になろう」

### 寫真集
- D-BOYS（東京ニュース通信社、2005年4月、ISBN 492456642X）
- START!（学習研究社、2006年3月、ISBN 4054030351）
- DASH!（角川ザテレビジョン、2008年12月12日、ISBN 4048950355）

### DVD
- MEN'S DVD SERIES 遠藤雄弥 青の奇蹟（2005年11月16日發行）

### 雜誌
- Kindai（「遠藤雄弥のD-TALK」連載中）

## 外部連結
- D-BOYS （页面存档备份，存于）
- Blog